# ピート・ビイェン
ピート・ベイテ・ビイェン（ペート・バッテ・ベイエン、Peet Batte Bijen、1995年1月28日 - ）は、オランダ・ヘンゲロー出身の元サッカー選手。現役時代のポジションはディフェンダー。

## クラブ経歴
ビイェンは2006年、地元のアマチュアクラブBWOからFCトゥウェンテのユースカテゴリーの1つであるD-1に加入した。2012年、ヨング・トゥウェンテに昇格し、2013年1月15日、トゥウェンテと3年のプロ契約を結んだ。
2013-14シーズン、ヨング・トゥウェンテが史上初のエールステ・ディヴィジに挑戦したシーズン、ビイェンはチームのキャプテンを務め、8月7日のFCオス戦でプロデビューを果たした。
2014-15シーズンの4月4日、PSVとのホーム戦でトップチームデビューを飾った。

## タイトル
トゥウェンテ
- エールステ・ディヴィジ : 1回 (2018-19)